# Османска династија
Османска династија (Османлијска династија; тур. Osmanlı Hanedanı), или Османлије (тур. Osmanlılar), била је династија којa је Османским царством владала 623 године. Династија, као и Османски беглук, назив су добили по Осману I. Владавина Османске династије почела је 1299. године и трајала је до  1922. године када је Анкарска влада укинула Османски султанат. Посљедњи припадник династије Фатма Неслишан преминула је 2012. године.
Владари из Османске династије су познати као падишаси. Међутим у годинама оснивања владали су као бегови и газије, а касније је кориштена титула кана. Титула султана се такође широко користила у династији; ову титулу су осим мушких припадника династије, користили и женске припадници династије.
Током владавине Османске династије  титула је прелазила са оца на сина, синови падишаха су били шехзади, а ћерке су биле султаније. Синови шехзада су и даље били шехзади, а ћерке су такође биле султаније. Дјеца султанија се нису сматрала припадницима Османске династије. Синови султанија су носили титулу бегзадића.
Данас се династија назива Османоглу породица.